# النقاط الحدودية مع الأردن
قائمة بالنقاط الحدودية والارتفاعات في الأردن.

## الارتفاعات
أخفض نقطة نقطة في الأردن هي في البحر الميت -408 متر تحت مستوى سطح البحر (كذلك هي اخفض نقطة في العالم).
- أعلى نقطة في جبل أم الدامي 1854 متر ((6,083 قدم)) فوق مستوى سطح البحر.
- ثاني أعلى نقطة في جبل رام 1,754 متر فوق مستوى سطح البحر.

## النقاط الحدودية
- شمالا: مع سورية والعراق، حيث ترتبط مع سوريا عبر حدود الرمثا - درعا وحدود جابر - نصيب، اما مع العراق فترتبط مع حدود الكرامة 33°22′N 38°47′E / 33.367°N 38.783°E[1]
- جنوبا: تقاطع سكة حديد عمان/تبوك مع الحدود الأردنية السعودية، وترتبط مع السعودية من نقطتين حدودييتين العمري والمدورة 29°11′N 36°04′E / 29.183°N 36.067°E
- شرقا: حدود مع كلا من العراق والمملكة العربية السعودية, محافظة المفرق: 32°14′N 39°17′E / 32.233°N 39.283°E
- غربا: الحدود مع المملكة العربية السعودية عند خليج العقبة، محافظة العقبة، قرب مدينة العقبة، الأردن عبر حدود الدرة 29°21′N 34°57′E / 29.350°N 34.950°E
- غربا مع فلسطين المحتلة عبر جسر الشيخ حسين